# 黎黄陂路

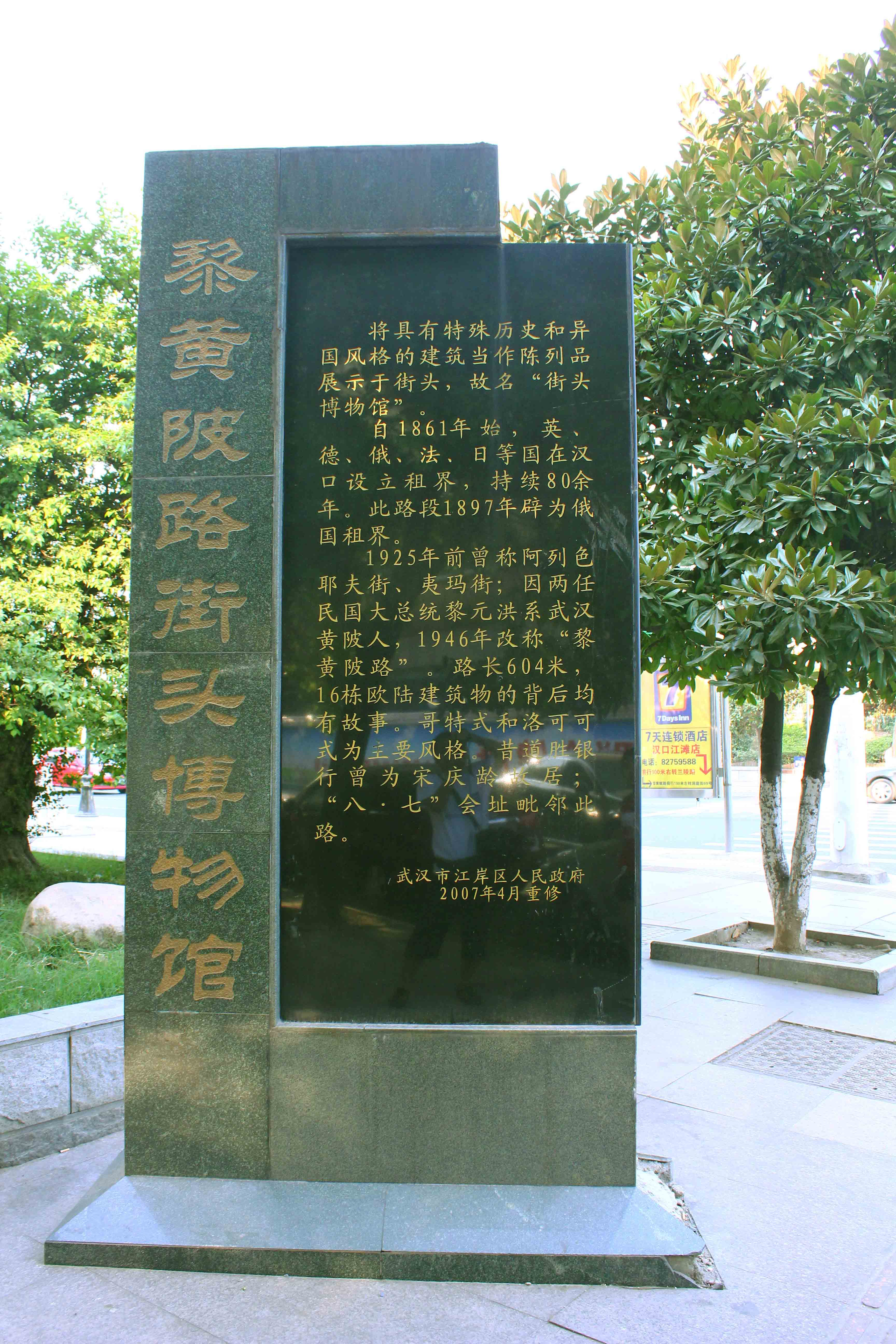
黎黄陂路与沿江大道交汇处的石碑

黎黄陂路是中国湖北省武汉市江岸区的一条街道，东南到沿江大道，西北到中山大道，长604米，与两侧的兰陵路等平行。中间与洞庭街、鄱阳街、胜利街等街道相交。
黎黄陂路所在地域于1897年划入汉口俄租界。1900年租界当局修筑此路。在1925年以前原名阿列色耶夫街、夷玛街，属汉口俄租界，从沿江大道（原河街）到中山大道（原亚历山大街）。交汇道路有洞庭街（原鄂哈街）、鄱阳街（原开泰街）、胜利街（原玛琳街）。
1946年元旦，国民政府在收回全部租界后，命名为黎黄陂路，以紀念民國前總統黎元洪（黎氏祖籍黃陂）。
今天，黎黄陂路两侧仍保留了大约17处租界时代遗留的欧式建筑。包括俄租界工部局旧址、俄国巡捕房旧址、华俄道胜银行旧址、中华基督教信义大楼旧址、美国海军青年会旧址、源泰洋行旧址、高氏医院旧址、基督教青年会、新泰茶厂、顺丰茶厂、邦可花园、惠罗公司、巴公房子、首善堂和万国医院旧址等。1997年，江岸区政府设立黎黄陂路街头博物馆，进行纪念。2023年，黎黄陂路上榜文旅部公布的第二批国家级旅游休闲街区。